# Lynn, Massachusetts

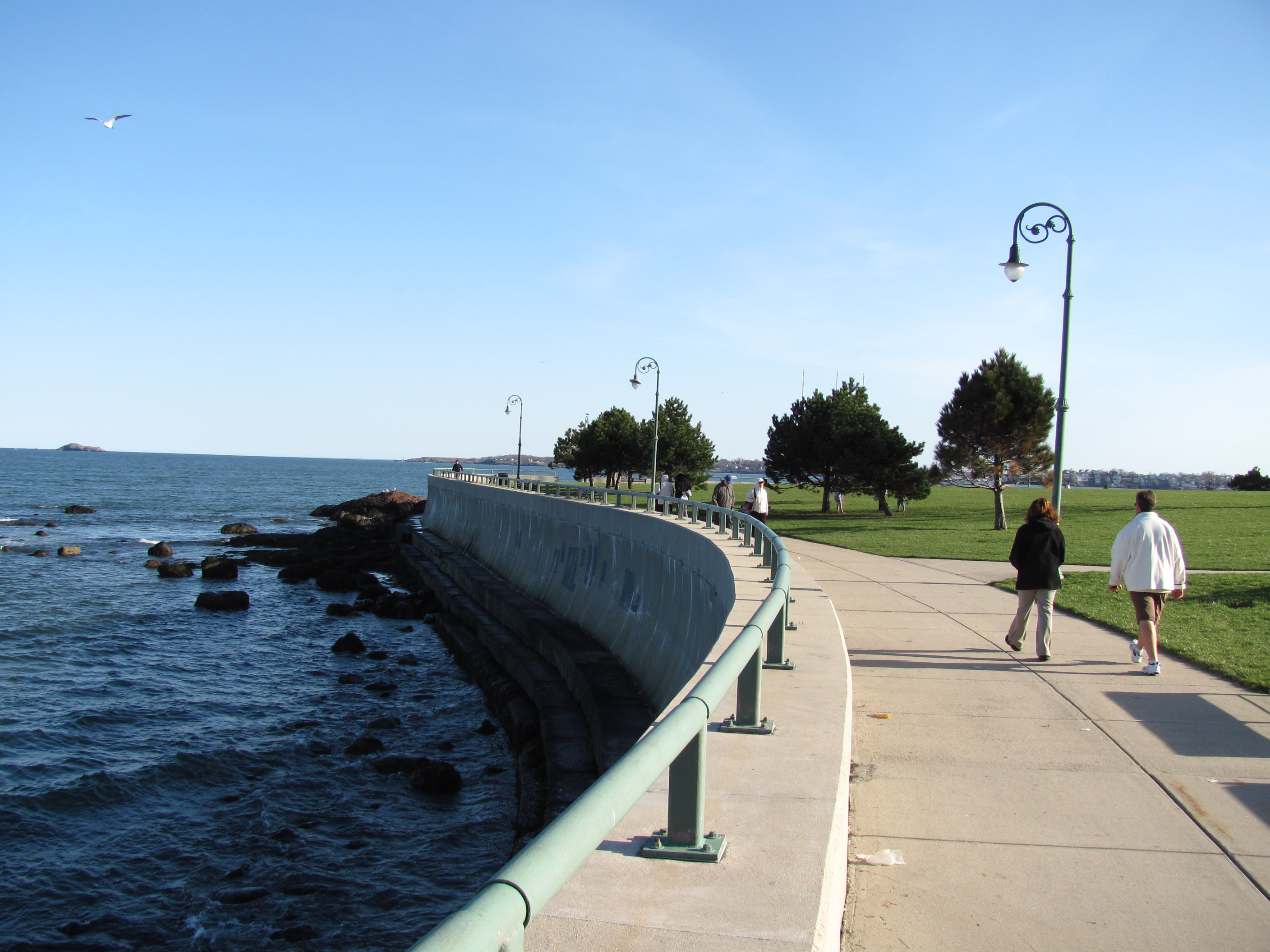

Lynn är en stad i Essex County, Massachusetts, USA. Den hade cirka 89 050 invånare år 2000.